# O Corpo Ardente
O Corpo Ardente é um filme brasileiro de 1966, do gênero drama, escrito e dirigido por Walter Hugo Khouri.

## Sinopse
Bela e rica, Márcia é uma mulher casada e com um filho, porém entediada com a vida leviana que a cerca. Quando descobre estar sendo traída pelo marido Roberto, decide também buscar um amante. Porém, ainda insatisfeita e buscando reflexão sobre sua vida, decide viajar com o filho Eduardo para o sítio onde passou férias na infância, em Itatiaia, no interior do Rio de Janeiro, onde a natureza em todas suas formas lhe desperta sentimentos profundos.

## Elenco principal
- Barbara Laage, como Márcia
- Mário Benvenutti, como Eduardo
- Pedro Paulo Hatheyer, como Roberto